# Delachauxiella nuda
Delachauxiella nuda is een eenoogkreeftjessoort uit de familie van de Canthocamptidae. De wetenschappelijke naam van de soort is voor het eerst geldig gepubliceerd in 1962 door Löffler.